# Médaille Lovelace
La médaille Lovelace, créée par la British Computer Society en 1998, est attribuée à des personnes qui ont fait progresser de manière significative les systèmes d'information ou ont contribué à développer leur compréhension.
Le prix est nommé d'après Ada Lovelace, qui entretenait une correspondance avec Charles Babbage, pionnier des ordinateurs, et qui est souvent considérée comme la première programmeuse informatique. Le prix Ada-Lovelace est quant à lui décerné par l'Association for Women in Computing. 
La médaille est décernée à des personnes qui ont apporté une contribution d'importance majeure au développement des systèmes d'information ou qui contribué de manière significative à la compréhension de ces systèmes d'information dans les domaines de l'industrie, dans le milieu universitaire, dans les secteurs technique ou de gestion.
Il y a généralement un médaillé par année, mais le règlement ne fait pas obstacle à ce qu'il y en ait plusieurs ou aucun.

## Récipiendaires
- 2020 : Ian Horrocks, Nicholas Jennings et Michael Wooldridge[2]
- 2019 : Marta Kwiatkowska
- 2018 : Gordon Plotkin
- 2017 : Georg Gottlob
- 2016 : Andrew Blake (mathématicien)[3].
- 2015 : Ross Anderson (en)
- 2014 : Steve Furber (en)
- 2013 : Samson Abramsky
- 2012 : Grady Booch
- 2011 : Hermann Hauser (en)
- 2010 : John C. Reynolds
- 2009 : Yorick Wilks (en)
- 2008 : Tony Storey
- 2007 : Karen Spärck Jones
- 2006 : Tim Berners-Lee
- 2005 : Nick McKeown (en)
- 2004 : John Warnock
- 2002 : Ian Foster (en) et Carl Kesselman (en), pour leur travail de pionnier dans la technologie de grille
- 2001 : Douglas C. Engelbart
- 2000 : Linus Torvalds, pour sa création du noyau Linux
- 1998 : Michael A. Jackson et Chris Burton